# Исландия во Второй мировой войне
В начале Второй мировой войны Исландия являлась суверенным королевством в личной унии с Данией. Датский король Кристиан X был главой государства. Исландия официально оставалась нейтральной на протяжении Второй мировой войны. Тем не менее, британские войска вторглись в Исландию 10 мая 1940 года. В июне британцы были заменены на канадские силы. 7 июля 1941 года британские войска были выведены, а остров заняли вооружённые силы США. США оставались нейтральной страной, но пять месяцев спустя присоединились к союзникам. 17 июня 1944 года Исландия вышла из унии с Данией и объявила себя республикой.
Около 230 исландцев погибли в военных действиях Второй мировой войны. Большинство из них погибли на грузовых и рыболовецких судах, потопленных немецкой авиацией, подводными лодками и минами.

## Предыстория
В 1930-е годы выросли интересы Германии в Исландии. Британское правительство восприняло это с тревогой. Например, проводились дружеские соревнования между немецкими и исландскими футбольными командами. Когда началась война, Дания и Исландия заявили нейтралитет и ограничили доступ на остров для военных судов и самолётов воюющих сторон.

## Нейтралитет
После того, как Германия оккупировала Данию, отношения между странами прервались. Первоначально Королевство Исландия объявило себя нейтральным, допустило ограниченные визиты военных кораблей воюющих стран и наложило запрет на присутствие авиации воюющих сторон на исландской территории. Исландия, в отличие от Норвегии, не ввела сильных ограничений на присутствие в её территориальных водах и даже сократила финансирование Исландской береговой охраны. Многие торговые суда стран Оси, которые перезимовывали в нейтральных водах вокруг Исландии, были потоплены военными кораблями союзников. Начальник столичной полиции, Агнар Кофоэд-Хансен, возглавил Силы национальной обороны в начале 1940 года.
После вторжения в Данию Исландия открыла дипломатическую миссию в Нью-Йорке.

## Вторжение и оккупация союзниками

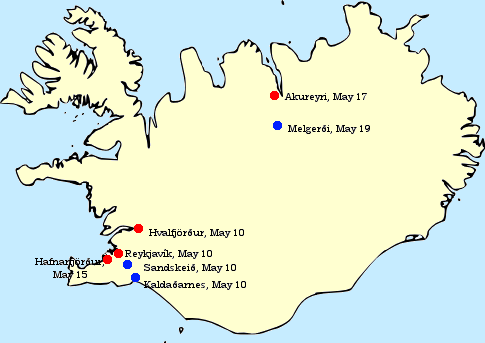
Первоначальными британскими целями было уничтожить все возможные места высадки воздушного десанта (синие точки) и занять все важнейшие порты (красные точки). Из-за проблем с транспортом британские войска достигли севера страны более чем через неделю после высадки.

Британские силы ввели строгие меры по контролю за экспортом исландских товаров, предотвращая выгодные поставки в Германию, в рамках своей военно-морской блокады. Лондон предложил помощь Исландии, предложил сотрудничество «как воюющая сторона и союзник», но Рейкьявик отказался и подтвердил свой нейтралитет. Немецкое дипломатическое присутствие в Исландии и стратегическое значение острова встревожило англичан. После нескольких неудачных попыток убедить правительство Исландии дипломатическим путём присоединиться к союзникам, британские войска вторглись в Исландию 10 мая 1940 года. Первоначально высадилось 746 британских морских пехотинцев под командованием полковника Роберта Стерджеса. 17 мая они были заменены на две армейские бригады. В июне в Исландии высадился канадский контингент в составе трёх бригад: Королевский полк Канады, Камеронские горцы Оттавы и Фузилёры Мон-Руаяля, а британцы были отправлены на усиление обороны Великобритании.
7 июля 1941 года оккупация Исландии была передана США по соглашению с Исландией, а морские пехотинцы США заменили канадцев. Стратегическое положение Исландии вблизи морских путей в Северной Атлантике идеально подходит для размещения воздушных и военно-морских баз. Это придавало высокое значение контролю над островом. 1-я временная морская бригада численностью примерно 4100 чел. дислоцировалась в Исландии до начала 1942 года, после чего их сменили подразделения Армии США. Морские пехотинцы были отправлены для участия в боевых действиях на Тихом океане.
Исландия фактически сотрудничала с Антигитлеровской коалицией, особенно с англичанами и американцами, но официально оставалась нейтральной на протяжении всей Второй мировой войны.

## Жизнь в Исландии в годы Второй мировой войны

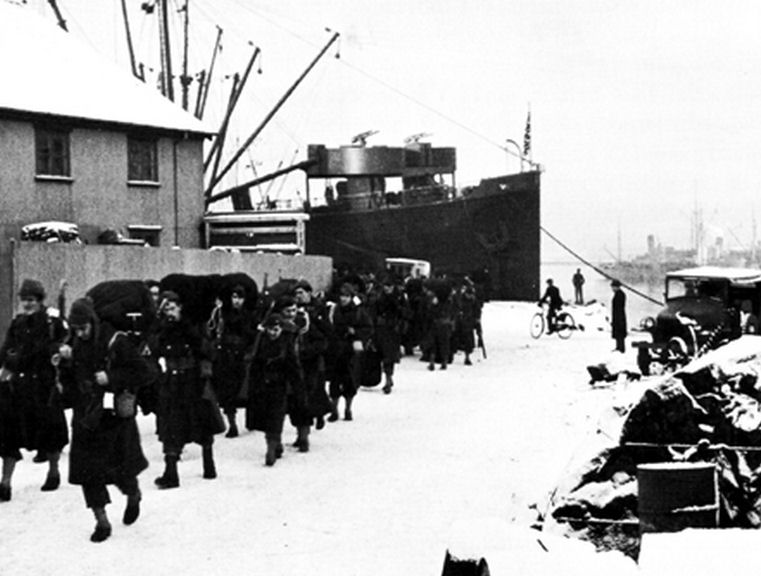
Американские войска в Рейкьявике. Январь 1942 года

Плавающие мины стали серьёзной проблемой для исландцев, а также для союзных войск. Первый исландский персонал Обезвреживания Взрывоопасных Предметов (ОВБ) был обучен в 1942 году британским Королевским военно-морским флотом, чтобы помочь справиться с проблемой. Великобритания также поставляла исландской береговой охране оружие и боеприпасы, например, глубинные бомбы против немецких U-boat. Во время войны немецкие подводные лодки потопили и повредили ряд исландских судов. Зависимость Исландии от поставок по морю, чтобы обеспечить питание и торговлю, привела к значительному снижению уровня жизни. В 1944 году британская военно-морская разведка построила пять беспроводных станций пеленгования Маркони на побережье к западу от Рейкьявика. Станции были частью большого кольца, расположенного вокруг Северной Атлантики, чтобы искать беспроводные передачи от подводных лодок.
10 февраля 1944 года немецкий Focke-Wulf Fw 200 Condor Kampfgeschwader 40 Люфтваффе нацистской Германии, дислоцировавшийся в Норвегии, затопил британский танкер SS El Grillo в Сейдисфьордюре.
17 июня 1944 года Исландия вышла из унии с Данией и датской монархией, провозгласила независимость и объявила себя республикой.

## Последствия
Присутствие британских и американских войск в Исландии оказало большое влияние на страну. Инженерные проекты, инициированные оккупационными силами, особенно строительство аэропорта Рейкьявика, принесли новые рабочие места для исландцев. Данное явление в Исландии прозвали как «работа на Британию» (исл. Bretavinna). Кроме того, исландцы имели источник дохода от экспорта рыбы в Великобританию.
Молодые исландские женщины и солдаты вступали в отношения, ставшие известными как «состояние» или «ситуация» (исл. Ástandið). Многие исландские женщины вышли замуж за солдат союзников и родили детей, многие из которых несли отчество Ханссон (hans с исландского переводится как «его»). Оно использовалось тогда, когда отец был неизвестен или покинул страну. Некоторые дети, родившиеся в результате Ástandið, имеют английские фамилии.